# 2024年中国大陆食用油罐车混运事件
2024年中国大陆食用油罐车混运事件是2024年7月中國大陸媒体《新京报》曝光的一起油罐車運送食用油的食品安全丑闻，也是2008年三聚氰胺毒奶粉事件后中國大陸最嚴重的一起食品安全危机。

## 《新京报》曝光
2024年7月2日，《新京报》的微博视频号发布报道视频，视频中记者与罐车司机交谈发现运输完毕煤制油后未清洗罐体，且在罐车装满食用大豆油后离开厂房。罐车司机向记者透露，食品类液体和化工液体运输混用且不清洗，已是罐车运输行业里公开的秘密。

## 反应
汇福粮油集团办公室工作人员则表示，相关部门已对此事进行调查，公司正在等官方通报。“这个油罐车不是我们单位的油罐车，涉及我们公司‘汇福’品牌的油是没有任何质量问题的。”
此外京粮控股、道道全、西王食品也都做出各自的回应。

## 后续
在7月2日《新京报》的报道发布后，参与这篇报道的记者韩福涛的个人微博账号显示已注销，不能明确是自行注销还是被注销，其个人安危引起中国网民关注。
7月9日晚，国务院食安办组织国家发展改革委、公安部、交通运输部、市场监管总局、国家粮食和储备局等部门成立联合调查组調查食用油罐车运输环节有关问题。
据新黄河（济南时报新媒体）报道，7月10日，网友发现发货帮APP紧急下架货车轨迹查询功能。发货帮APP可以查询罐车的历史轨迹信息。江苏发货帮数字科技有限公司对新黄河回应称，是因发货帮APP正在进行“全线升级”，具体恢复时间未定。
有网友发现有媒体十几年前早已曝光过食用油和其他物质的罐车混运乱象。
法国世界报指出，中国当局似乎正在试图用推动其它话题的方式来掩盖这一丑闻。根据中国的网络监测网站“中国数字时代”，最近几天社交网络上最受网民关注的热搜主题之一是：“进口到台湾的日本食用油中检出致癌物”。
8月25日，国务院食安办公布事件调查结果，称从全国范围内组织展开“全链条清理排查”及各地清查情况来看，“未发现其他同类问题”。通报宣布对涉案油罐车运输企业法定代表人及车辆实际车主进行查处，对2名油罐车司机则依法刑事立案并采刑事强制措施，对参与开具油罐车清洗虚假票据的3人，则处以10天的行政拘留。另有7家涉案企业被处以不同程度罚款，其中隶属中储粮集团的“中储粮油脂（天津）有限公司”被开具人民币约286万元的罚款，金额居冠，另有2家油罐车队及物流业者并被收缴道路运输经营许可。此外，通报也宣布对事发地河北省邢台市的市政府分管负责人及相关监管部门人员进行追责问责。
自2025年2月1日起，强制性国家标准《食用植物油散装运输卫生要求》正式施行。